# Clive Allen
Clive Darren Allen (* 20. Mai 1961 in Stepney, London, England) ist ein ehemaliger englischer Fußballspieler. Als Mittelstürmer trat er dabei bei zahlreichen Vereinen als Torjäger in Erscheinung und absolvierte fünf Länderspiele für die englische Nationalmannschaft.

## Sportlicher Werdegang
Clive Allen entstammt einer „Fußballerfamilie“. Er ist der Sohn des früheren Mittelstürmers Les Allen, der mit Tottenham Hotspur im Jahre 1961 das Double aus englischer Meisterschaft und FA Cup gewinnen konnte, wobei letzterer Sieg zwei Wochen vor Clives Geburt stattfand. Zudem war sein Bruder Bradley Allen ebenfalls ein ehemaliger Fußballspieler. Die Riege wird komplettiert durch den Trainer Martin Allen und den vormaligen Spieler von West Ham United und Tottenham Hotspur Paul Allen, die beide Cousins ersten Grades von Clive sind. Sein Sohn Ollie Allen war für einige Zeit ebenfalls Profifußballer.
Der Mittelstürmer schloss sich als Jugendspieler den Queens Park Rangers („QPR“) an und debütierte für diesen Klub im Jahre 1978. Obwohl Allen in seinem ersten Spiel von Beginn an gegen Coventry City drei Tore zum 5:1 beisteuern konnte, stieg der Verein 1979 in die Zweitklassigkeit ab. Dennoch entwickelte sich Allen zum Stammspieler und schoss in der direkten Wiederaufstiegssaison 28 Tore. Dies veranlasste den Lokalrivalen FC Arsenal dazu, ein Gebot über 1,25 Millionen britische Pfund für den Teenager – was ungewöhnlich viel zu diesem Zeitpunkt war – abzugeben, das die Vereinsführung von QPR im Sommer 1980 akzeptierte.
Bevor Allen aber auch nur ein einziges Spiel für seinen neuen Verein machen konnte, wurde er bereits zwei Monate später direkt an Crystal Palace weiterverkauft. Dieser erneute Millionenhandel beinhaltete einen Tausch mit dem Nationalspieler Kenny Sansom, der seinerseits dafür von Palace nach Highbury wechselte. Gerüchten zufolge hatte eine Vereinbarung zwischen den Queens Park Rangers und Crystal Palace bestanden, die vorsah, dass ein direkter Transfer zu Palace nicht möglich sein solle und Arsenal dann zur Umgehung dieser Klausel als „Zwischenhändler“ auftrat. Diese These konnte letztlich weder bestätigt noch verworfen werden.
Während seiner Zeit bei Crystal Palace erregte ein aberkanntes Tor von Allen für größere Streitigkeiten in der britischen Sportberichterstattung. Als Allen am 6. September 1980 im Spiel gegen Coventry City – nachdem er bereits zuvor getroffen hatte – kurz vor der Strafraumgrenze gefoult worden war, führte er den fälligen Freistoß selbst aus. Der Ball traf den rechten Innenpfosten und dabei scheinbar auch das Tornetz, bevor er wieder zurück in Spielfeld sprang. Trotz heftiger Proteste mit dem Linienrichter verweigerte der Schiedsrichter dem Treffer seine Anerkennung. Palace verlor die Begegnung mit 1:3 und stieg am Ende der Saison aus der englischen Eliteklasse wieder ab. Allen, der in dieser Spielzeit nur acht Tore geschossen hatte, kehrte anschließend zu seinem alten Klub Queens Park Rangers zurück.
Der mittlerweile von Terry Venables trainierte Verein spielte immer noch in der Second Division und Allen konnte mit 13 Treffern in der Saison 1981/82 an seine frühere gute Form anknüpfen. Obwohl dem Klub die Rückkehr in die Football League First Division misslang, zog die Mannschaft – erstmals in der Vereinsgeschichte – ins Endspiel des FA Cups ein. Zuvor hatte Allen die jeweils entscheidenden Tore zum 1:0 gegen Crystal Palace und im Halbfinale gegen West Bromwich Albion erzielt. Im Finale stand der Zweitligist dann Tottenham Hotspur gegenüber, für die zuvor Clive Allens Vater gespielt hatte. Das Spiel im Wembley-Stadion selbst verlief jedoch unglücklich für den Torjäger von QPR, da er bereits nach zwei Minuten nach einem harten Zweikampf verletzt wurde und zu einem frühen Zeitpunkt in der zweiten Halbzeit ausgewechselt werden musste. Die Partie endete letztlich nach Verlängerung mit einem 1:1-Remis und musste daher in einem Wiederholungsspiel entschieden werden. Allen konnte zu dieser Begegnung jedoch nicht rechtzeitig genesen und verpasste dadurch die 0:1-Niederlage seiner Mannschaft.
Innerhalb der nächsten beiden Spielzeiten schoss Allen für QPR 27 Tore, stieg dabei mit seinem Klub in der Saison 1982/83 als Zweitligameister auf und behauptete sich anschließend in der Spielzeit 1983/84 durch einen überraschend guten fünften Platz in der ersten englischen Spielklasse. Im Sommer 1984 debütierte Allen dann während einer Südamerika-Tournee als Einwechselspieler in einem Freundschaftsspiel gegen Brasilien für die von Bobby Robson geleitete englische Nationalmannschaft. Diese Partie gewann England mit 2:0 und nur drei Tage später folgte Allens zweiter Einsatz bei der 0:2-Niederlage gegen Uruguay. Seine Länderspielserie bei der Tournee endete schließlich mit einem dritten Spiel in dem torlosen Remis gegen Chile. Kurz nach seiner Rückkehr wechselte er für 700.000 Pfund zu Tottenham Hotspur und trat damit in die Fußstapfen seines Vaters.
Es folgte zunächst eine Zeit der Eingewöhnung bei seinem neuen Verein. Nach seinem Einstand mit zwei Treffern gelangen Allen insgesamt acht Tore in 15 Einsätzen. Während seiner ersten beiden Jahren bei den Spurs hatte er mit Verletzungen zu kämpfen, setzte dann aber in seiner dritten Saison zu einer großen Leistungssteigerung an und war maßgeblich daran beteiligt, dass sein Verein in dieser Spielzeit um den Gewinn von drei Titeln mitspielen konnte. Zwischenzeitlich hatte sich auch sein Cousin Paul Allen dem Klub angeschlossen.
Als einzige Sturmspitze hinter den kreativen Mittelfeldspielern Glenn Hoddle, Osvaldo Ardiles und Chris Waddle erzielte Allen 33 Tore in der Meisterschaft und dazu noch 16 weitere in den beiden Pokalwettbewerben. Dabei zogen die Spurs sowohl im FA Cup als auch im Ligapokal ins Halbfinale ein und waren ein ernsthafter Konkurrent um die englische Meisterschaft. Im Ligapokal-Semifinale stand nach Hin- und Rückspiel ein Entscheidungsspiel gegen den FC Arsenal an und obwohl Allen in den drei Partien insgesamt drei Tore schoss, schied sein Verein gegen den Lokalrivalen aus. Im FA Cup hingegen konnte die Mannschaft nach einem überzeugenden Halbfinalsieg gegen den FC Watford ins Endspiel einziehen. Als die Saison ihrem Ende entgegenging, kam Allen zudem zu seinem vierten Länderspiel und schoss dabei gegen die Türkei ein Tor, das vom Schiedsrichter aber nicht anerkannt wurde.
Die Spurs waren im FA-Cup-Finale gegen Coventry City deutlich favorisiert und die Partie begann gut für Allen. Fünf Jahre nach seinem Verletzungspech konnte er nun ein frühes Führungstor in der zweiten Minute erzielen. Ein Freistoß von Hoddle wurde zunächst abgewehrt und von Waddle auf der rechten Außenseite zurückerobert. Dessen Flanke konnte Allen im Sturmzentrum per Kopfball zum 1:0 verwandeln. Dennoch endete das Spiel in einer Enttäuschung für die Spurs und Coventry gewann schließlich mit 3:2 nach Verlängerung. Mit seinen 49 Toren brach Allen jedoch den bisherigen Vereinsrekord von Jimmy Greaves und wurde am Ende sowohl von den Journalisten als auch von den Spielerkollegen zu Englands Fußballer des Jahres gewählt.
Der Höhepunkt war bei den Spurs in der Folge überschritten und Allen konnte die gezeigten Qualitäten nicht mehr ganz bestätigen. Ihm gelangen noch einmal elf Tore und zudem wurde er ein letztes Mal in der englischen Nationalmannschaft eingesetzt, wobei ihm auch beim 0:0 gegen Israel kein Treffer gelingen sollte. Im März 1988 wechselte er für eine Million Pfund zum amtierenden französischen Meister Girondins Bordeaux und kehrte achtzehn Monate später nach England zurück, um sich Manchester City anzuschließen. Obwohl er dort eine Reihe von Toren erzielen konnte, wurde er von Peter Reid aus dem Kader entfernt, nachdem dieser das Traineramt übernommen hatte. Allen verließ daraufhin den Klub und kam noch zu einigen kürzeren Beschäftigungen beim FC Chelsea, West Ham United, dem FC Millwall und schließlich bei Carlisle United, bevor er dann 1995 seinen Rückzug vom Fußball verkündete.
Später wechselte er noch einmal die Sportart und war Teil der London Monarchs in der europäischen American-Football-Liga NFL Europe. Unter Martin Jol wurde Allen in den Trainerstab bei Tottenham Hotspur aufgenommen und ist dabei für die Betreuung der Reservemannschaft zuständig. Nach Jols Entlassung Ende Oktober 2007 war Allen für eine Partie Interimstrainer der Profimannschaft, bevor Juande Ramos den Trainerposten übernahm. Exakt ein Jahr später betreute er als Interimstrainer nach Ramos’ Rücktritt das Team erneut für eine Partie.
Er arbeitete darüber hinaus als Experte für englischen Fernsehsender ITV.

## Erfolge
- Englands Fußballer des Jahres: 1987